# Hmîreanka, Icinea
Hmîreanka (în ucraineană Гмирянка) este o comună în raionul Icinea, regiunea Cernihiv, Ucraina, formată numai din satul de reședință.

## Demografie
Componența lingvistică a comunei Hmîreanka
     Ucraineană (98,16%)
     Rusă (1,74%)
Conform recensământului din 2001, majoritatea populației comunei Hmîreanka era vorbitoare de ucraineană (98,16%), existând în minoritate și vorbitori de rusă (1,74%).